# Tana bru (Brücke, 2020)
Die Tana bru (nordsamisch Deanu šaldi, kvenisch Tenon silta) ist eine Brücke in der gleichnamigen Ortschaft in der Kommune Tana in der Provinz (Fylke) Finnmark. Sie wurde 2020 für den Verkehr freigegeben und überspannt die Tana (Deatnu).

## Lage
Die Brücke liegt im Osten der Ortschaft Tana bru. Die Brücke führt über den Fluss Tana, der in Norwegen von der finnischen Grenze bis zur Küste im Norden fließt. Da die Tana bru die einzige ganz in Norwegen liegende Brücke ist, die über die Tana führt, stellt sie einen wichtigen Verkehrsknotenpunkt für die Ostfinnmark dar.

## Geschichte

### Erste Brücke (bis 1944)
Die erste Brücke bei der Ortschaft Tana bru wurde am 6. November 1944 durch die deutschen Besatzer gesprengt. Hintergrund war das Vorrücken der Roten Armee in der Ostfinnmark und der Befehl an die Wehrmacht, im Rahmen der Kriegstaktik der verbrannten Erde die Gegend westlich der Tana beim Rückzug zerstört zu hinterlassen.

### Zweite Brücke (ab 1948)
Nach dem Ende des Zweiten Weltkriegs wurde die Brücke durch die Norweger neu errichtet. Die stählerne Hängebrücke hatte ein Länge von 220 Meter. Aufgrund der geringen Breite und der notwendigen Beschränkung der Achslast genügte sie mit der Zeit nicht mehr den Anforderungen an die darüber verlaufende Europastraße 6 (E6).

### Dritte Brücke (seit 2020)
Im Januar 2016 wurde rund 100 Meter flussaufwärts mit dem Bau einer neuen Brücke begonnen. Zudem wurden rund 400 Meter Straße verlegt und auf beiden Seiten der Brücke ein Kreisverkehr gebaut. Für den Neubau der Brücke wurden Kosten von 578 Millionen NOK eingeplant. Die Brücke wurde am 15. September 2020 für den Verkehr freigegeben.
Im Jahr 2021 wurde schließlich die Brücke aus dem Jahr 1948 abgerissen. Der Abriss sorgte für längere Diskussionen, da von einigen Akteuren gefordert wurde, sie unter Denkmalschutz zu stellen.

## Technische Daten
Die neue Brücke aus dem Jahr 2020 ist eine Schrägseilbrücke mit einer Länge von 260 Metern. Der Pylon erreicht eine Höhe von 95 Metern. Die Brücke wurde mit 11.000 Lichtern ausgestattet, die gezielt programmiert werden können.